# Estação Entença

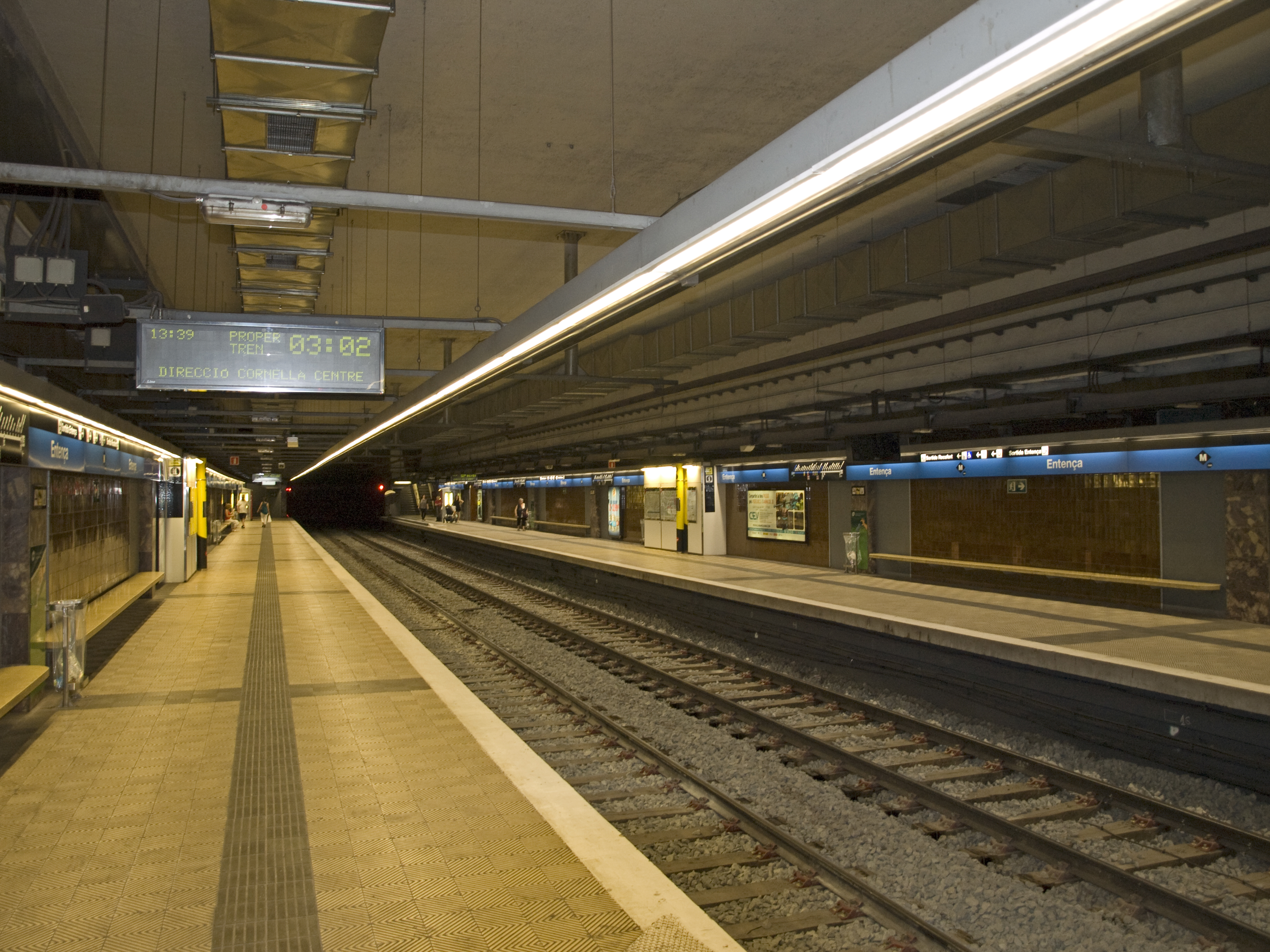
Estação Entença.

Entença é uma estação da linha Linha 5 do Metro de Barcelona. A estação está localizado sob Carrer Rosselló no distrito de Eixample de Barcelona. A estação entrou em serviço em 1969 como parte da Linha V sob o nome de Entenza até que em 1982 com a reorganização dos números da linha e mudanças no nome da estação ela adotou o nome atual de Estació d'Entença.

## Acessos à estação
- Entença
- Rocafort